# Lucas Castro
Lucas Nahuel Castro (La Plata, 9 april 1989) is een Argentijns voetballer die doorgaans als vleugelspeler speelt. Hij verruilde Chievo Verona in juli 2018 voor Cagliari.

## Clubcarrière
Castro komt uit de jeugdopleiding van La Plata. In 2008 werd hij bij het eerste elftal gehaald. Hij speelde in totaal 68 wedstrijden voor de club waarin hij zesmaal scoorde. In juli 2011 trok hij naar Racing Club. Met die club werd hij in 2011 tweede in de Apertura onder coach Diego Simeone. In zijn eerste en meteen ook enige seizoen voor de club uit Avellaneda scoorde hij zes doelpunten uit 29 wedstrijden. Op 17 juli 2012 bevestigde hij zijn transfer naar Catania. Bij die club vond hij zijn landgenoten Mariano Andújar, Gonzalo Bergessio en Alejandro Gómez terug. De transfer werd op 20 juli 2012 officieel afgerond. Castro tekende een vijfjarig contract bij de Siciliaanse club. Op 26 september 2012, de openingsspeeldag van het nieuwe seizoen, maakte hij zijn debuut, tegen AS Roma.
Na twee seizoenen in de Serie A en één in de Serie B met Catania, tekende Castro in juni 2015 een contract tot medio 2018 bij Chievo Verona, de nummer veertien van Italië in het voorgaande seizoen.